# Nang trứng Trung Bộ
Nang trứng Trung Bộ hay lọ nồi trung bộ, mạy ló, mắc la (tên khoa học: Hydnocarpus annamensis) là một loài thực vật thuộc họ Achariaceae. Loài này có ở Trung Quốc, Lào, và Việt Nam. Chúng hiện đang bị đe dọa mất môi trường sống.